# 雷煥章
雷煥章神父（法語：Jean Almire Robert Lefeuvre，音譯尚·阿米瑞·侯貝·雷夫烏爾，1922年7月5日—2010年9月24日），生於法國，天主教耶穌會神父，傳教士，在台灣服務超過五十年。他也是一位漢學家，專長於甲骨文、金文，曾獲法國文化部頒發藝術與文學騎士勳章。

## 生平
雷煥章神父於1940年10月6日在法國加入耶穌會，之後到達中國服務。1952年4月16日，在上海授司鐸職，1955年來到台灣。曾在東海大學教授法文，此時接觸到甲骨文，開始對它發生興趣。
2010年9月24日，因肺炎病逝於台北。

## 著作
中、英、法語對照《法國所藏甲骨錄》、《德瑞荷比所藏一些甲骨錄》。中英對照《甲骨文集書林》。

## 外部連結
- 李天綱〈雷煥章的中國緣〉